# ドイツ民主共和国英雄
ドイツ民主共和国英雄（Held der DDR）とは、ドイツ民主共和国（東ドイツ）における英雄称号の一つであり、国家最高の栄誉称号である。
1975年10月28日に創設され、同年11月28日に65歳の誕生日を迎えた地上軍のカール＝ハインツ・ホフマン将軍が最初の受賞者となった。また1976年12月13日にはソ連邦のレオニード・ブレジネフ書記長が最初の外国人受賞者となり、ブレジネフは最終的に3度の受賞を果たしている。

## 受賞要件
ドイツ民主共和国英雄称号は、ドイツ民主共和国に対する顕著な功績を達成した個人に対して授与される。受賞に際しては個人の献身に加えてその勇敢や大胆さも評価された。特に次のような分野での受賞が多かった。
- 合法・非合法を問わずファシズムに対する抵抗を行ったレジスタンス闘士
- 国家人民軍及びドイツ民主共和国におけるその他の軍事組織の構成員
- ドイツ民主共和国における軍事組織に協力しているドイツ民主共和国市民
- 外国高官

ドイツ民主共和国英雄の称号を受賞するとあわせて金星章と証明書及び賞金が授与される。また受賞者には公共交通機関の無料利用など様々な特典が認められていた。1978年以降、特典の1つとしてカール・マルクス勲章を受章する権利が共に与えられるようになる。これらの勲章及び称号は受賞者の死亡後、速やかに政府当局へと返還するものとされていた。当初は1年あたり10名への授与が計画されていた。

## 主要な受賞者
- カール＝ハインツ・ホフマン - 地上軍の軍人。上級大将、国防大臣。1975年及び1980年受賞。二重英雄。
- エーリッヒ・ミールケ - 国家保安省大臣。1975年及び1982年受賞。二重英雄。
- フリードリヒ・ディッケル - 内務大臣。1975年及び1983年受賞。二重英雄。
- レオニード・ブレジネフ - ソ連共産党書記長。1976年受賞。
- ジークムント・イェーン - 航空軍の軍人。東西ドイツを通じて史上初のドイツ人宇宙飛行士。1978年受賞。
- ヴァレリー・ブィコフスキー - ソ連空軍の軍人。宇宙飛行士。1978年受賞。
- ウラジーミル・コワリョーノク - ソ連空軍の軍人。宇宙飛行士。1978年受賞。
- アレクサンドル・イワンチェンコフ - ソ連邦空軍の軍人。宇宙飛行士。1978年受賞。
- ヴィリー・シュトフ - 国家評議会議長、閣僚評議会議長（首相）。1984年受賞。
- エーリッヒ・ホーネッカー - 国家評議会議長、ドイツ社会主義統一党書記長。1982年及び1987年受賞。二重英雄。